# Turó de la Bandera (Santa Coloma de Farners)
El Turó de la Bandera és una muntanya de 457 metres que es troba al municipi de Santa Coloma de Farners, a la comarca de la Selva.